# Nikon (Worobjow)

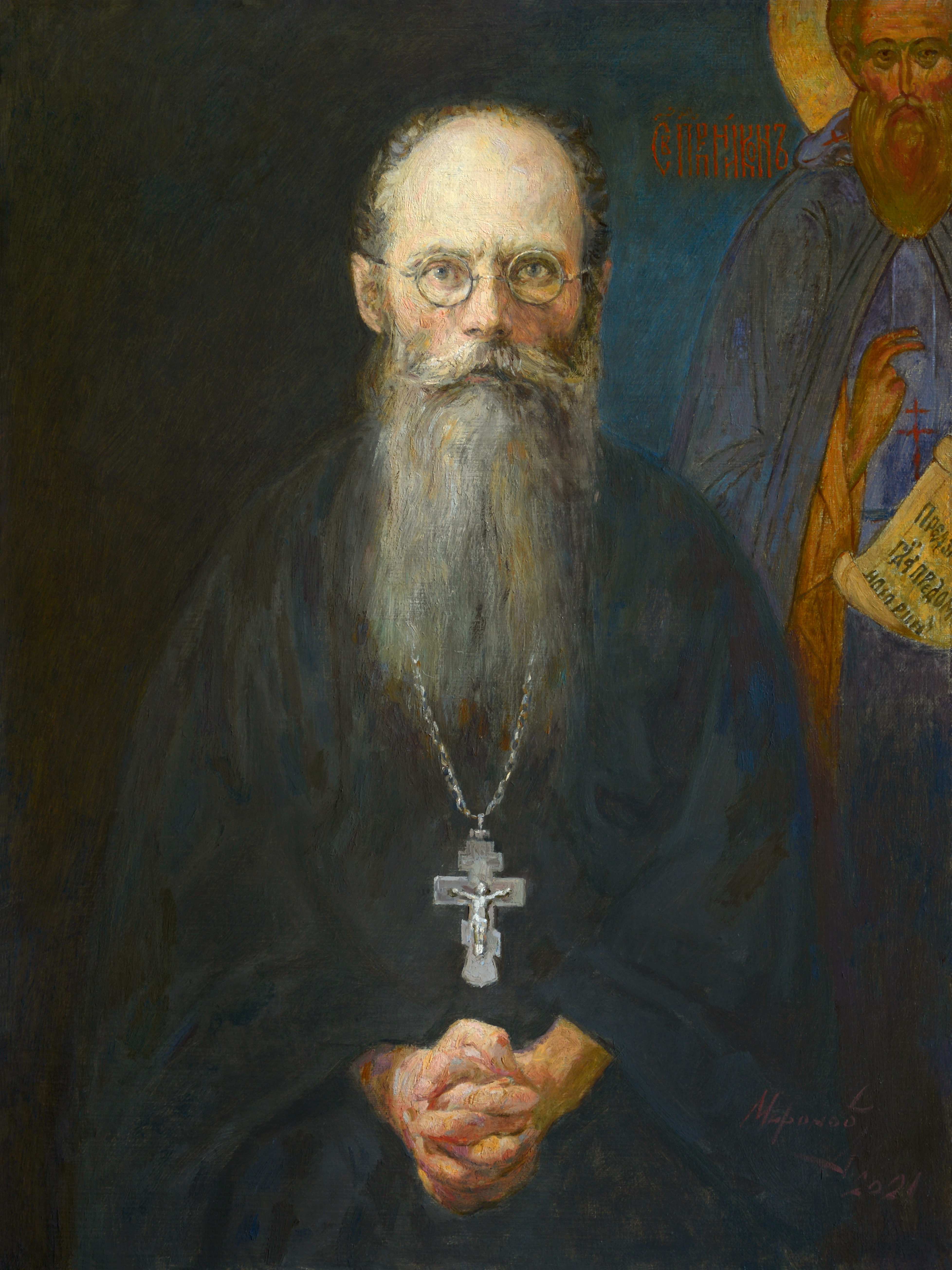
Igumen Nikon auf einem Gemälde von Andrej Mironow.

Igumen Nikon (weltlicher Name Nikolaj Nikolajewitsch Worobjow, russisch Николай Николаевич Воробьёв; * 4. Mai 1894, Dorf Mikschino, Beschezk Ujezd, Gouvernement Twer; † 7. September 1963, Gschatsk, Oblast Smolensk) war ein russischer orthodoxer Mönch und Geistlicher.

## Leben
Der russische Starez Igumen Nikon entstammte einer kinderreichen Bauernfamilie des Kreises Beschezk im Gouvernement Twer. Der begabte junge Mann wollte zunächst Psychiater werden, er gab jedoch einer echten Hinwendung zu Gott den Vorzug und begann ein abgeschiedenes Leben, um das Evangelium und die Kirchenväter zu studieren. Über 10 Jahre lebte er in der Einsamkeit. Für einen geistlichen Menschen war es zur Zeit Stalins nicht schwer, in eines der knapp 500 Zwangsarbeits- und Straflager zu geraten – diese hatten zusammen eine Fläche von der Größe Westeuropas – so widerfuhr es auch Igumen Nikon am Tag seiner Priesterweihe im März 1933. Er wurde festgenommen und zu vier Jahren Lagerhaft in Sibirien verurteilt. Über sein Leiden im GULAG äußerte er sich nicht, da er immer den untersten Weg beschritt. Selbst nach seiner Freilassung war er Verleumdungen durch neidische Brüder ausgesetzt, da er ein begnadeter Prediger war. In der Verbannung, in der heutigen Stadt Gagarin westlich von Moskau, entwickelte er sich zum gesuchten Beichtvater und Starez, weil er in diesen letzten Jahren zur „ursprünglichen Demut“ gefunden hatte. In seinem Testament vom 13. August 1962 ermahnt er seine Angehörigen bis zum Tod alle Anstrengungen zur Seelenrettung zu unternehmen.
In seinem Fall ist Igumen eher ein Ehrentitel; denn er war nie Klostervorsteher.